# Wilhelm Sältzer

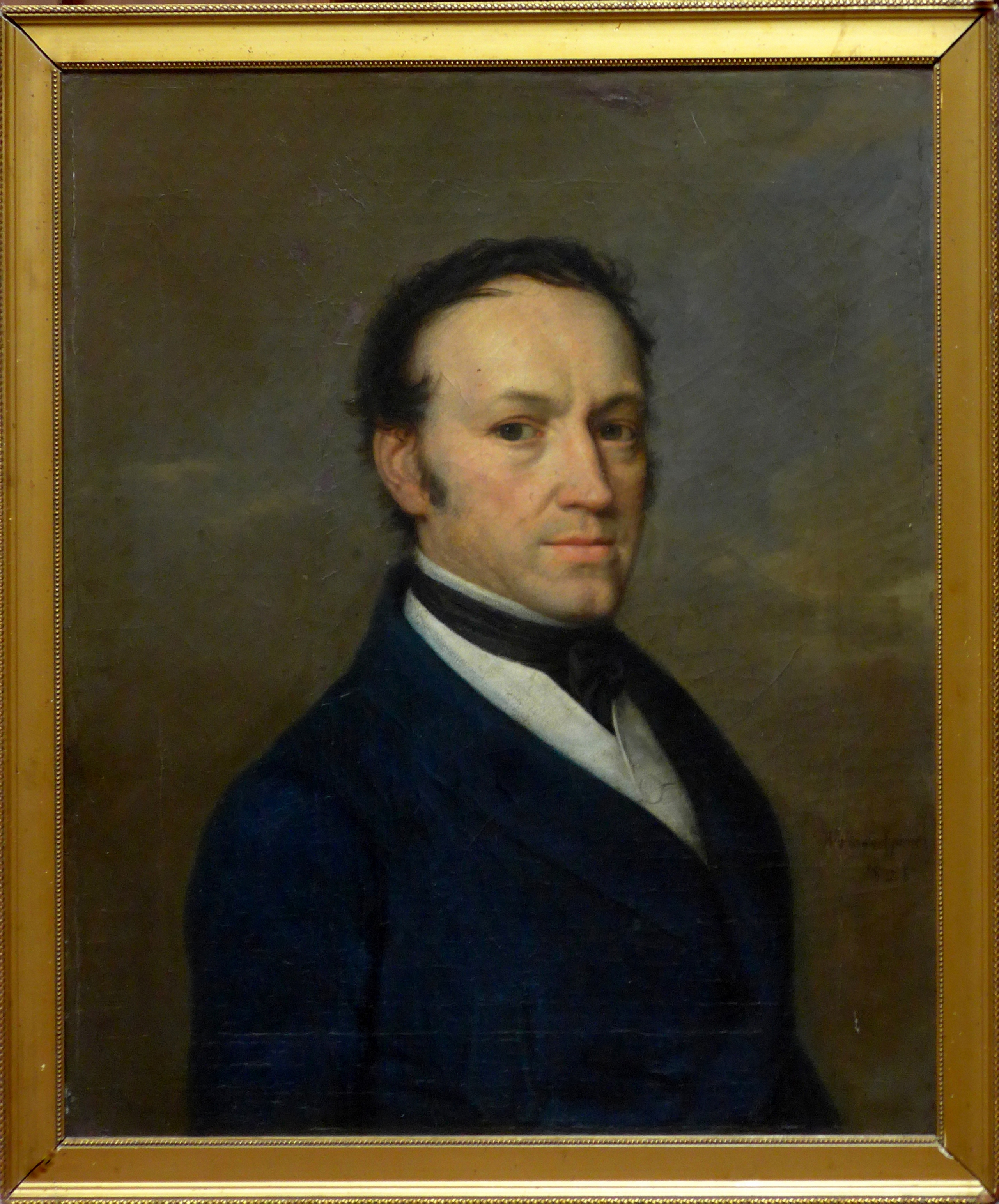
Johann Wilhelm Sältzer, Öl, 1828

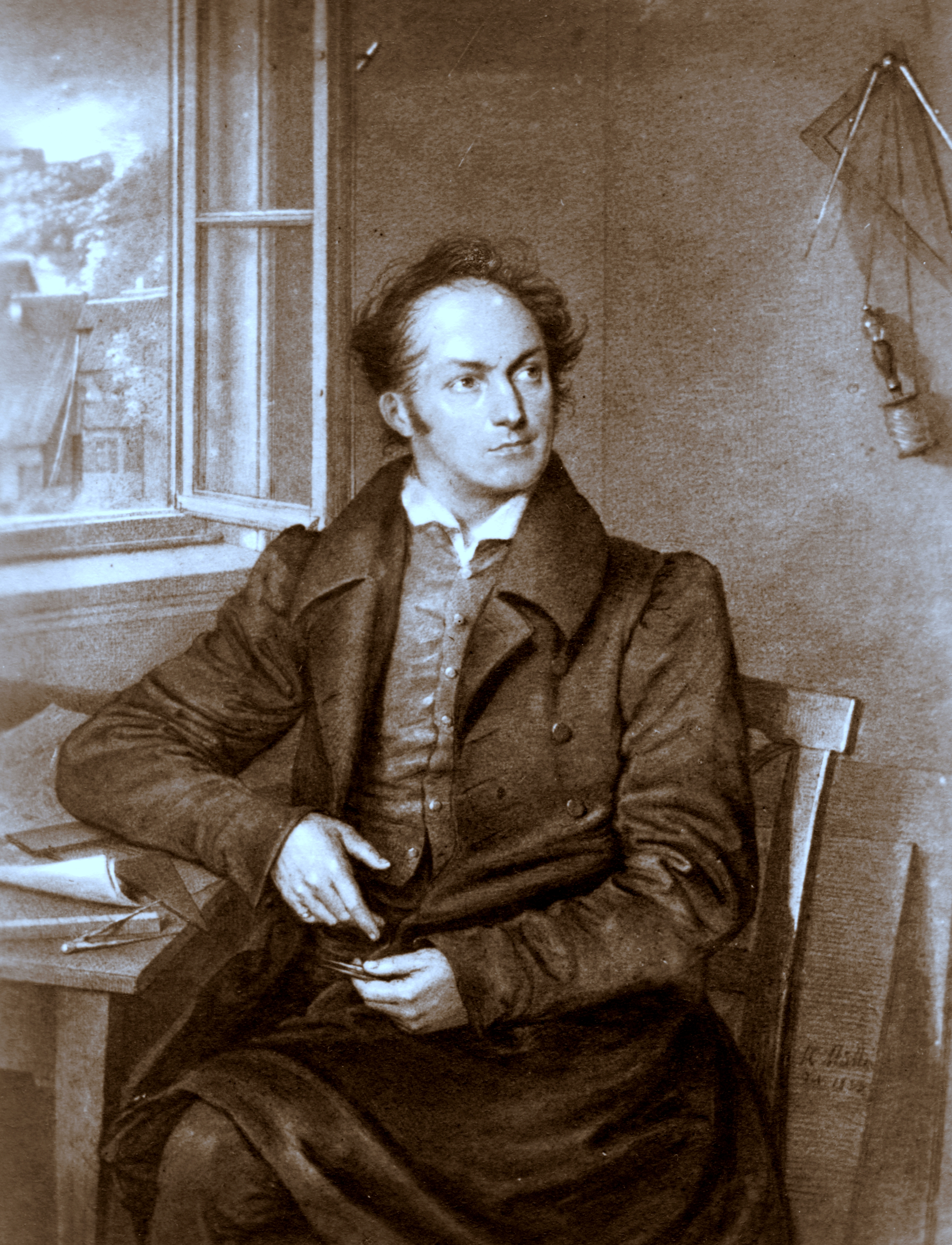
Johann Wilhelm Sältzer, Pastell, 1835

Johann Friedrich Wilhelm Sältzer (auch Saeltzer, Saelzer) (* 13. April 1779 in Madelungen bei Eisenach; † 12. Juli 1853 in Eisenach; auch häufig als Johann Wilhelm Sältzer bzw. J. W. Sältzer erwähnt) war ein deutscher Architekt und Ziegelei-Besitzer. Als Großherzoglich Sachsen-Weimar-Eisenachischer Baurat entdeckte er bei der Untersuchung der Überreste der Wartburg eine Säulengalerie, deren Bloßlegung den Anstoß zur Wiederherstellung der alten Burgruine gab. Er war beim sich anschließenden Neuaufbau der Burg – bis zu seiner Pensionierung – als Ausführungsarchitekt und Bauleiter tätig.

## Leben
Wilhelm Sältzer wurde 1779 als Sohn des Pastors und „Sprachmeisters“ (Sprachlehrers) Christian Bartholomäus Saelzer und der Henriette Juncker in Madelungen geboren. Zunächst als Maurermeister ausgebildet, studierte er Bauwesen und Architektur. Zeitgenossen bezeichneten ihn als „praktisch sowie als kunst- und wissenschaftlich gebildet“. Auch wird er als hervorragender Zeichner, „dessen Bauaufnahmen, wie wir heute wissen, wenig Abweichungen zum modernen, lasergestützten Aufmaß ausweisen“ und noch heute als Bauaufnahmen von historischen und praktischen Wert gelten, erwähnt.
Aus seiner am 29. Juni 1806 geschlossenen Ehe mit Maria Friederike Sommer gingen u. a. drei Söhne hervor: Eduard Sältzer übernahm die Eisenacher Ziegelei seines Vaters und wirkte als Architekt in Eisenach. Sein Bruder Alexander Sältzer, 1813 in Eisenach geboren, emigrierte in die Vereinigten Staaten, wo er sich ebenfalls als Architekt einen Namen machte. Wilhelm August, in Eisenach am 25. August 1820 „als achtes Kind des J. W. Saeltzer“ geboren, gründete die Kunsttöpferei August Saeltzer, eine Fabrik für Steinzeugwaren.

## Eisenacher Ziegelei
1820 gründete Wilhelm Sältzer die erste Eisenacher Ziegelei, die er auf einem Grundstück entlang der ehemaligen Stadtmauer zwischen der Karthäuserstraße, heute Wartburgallee, und der Marienstraße, zusammen mit einem Wohnhaus auf dem heutigen Areal der Wartburgallee 66/70 errichtete. 1827 erhielt er vom Großherzog Carl August ein auf 20 Jahre angelegtes Privileg, das bestimmte, dass sich „im Eisenachischen Unterlande, das heißt, im fünften Landrathsbezirk“ keine weiteren Ziegelbrennereien ansiedeln durften. Verbunden war dieses Privileg mit der Bedingung, dass Sältzer fortwährend einen Vorrat von wenigstens „50.000 Stück vorschriftsmäßiger Ziegel“ bereithalten müsse. Die Ziegelei wurde später von seinem Sohn Eduard weitergeführt und in die Eisenacher Actien-Ziegelei überführt.

## Baubeamter

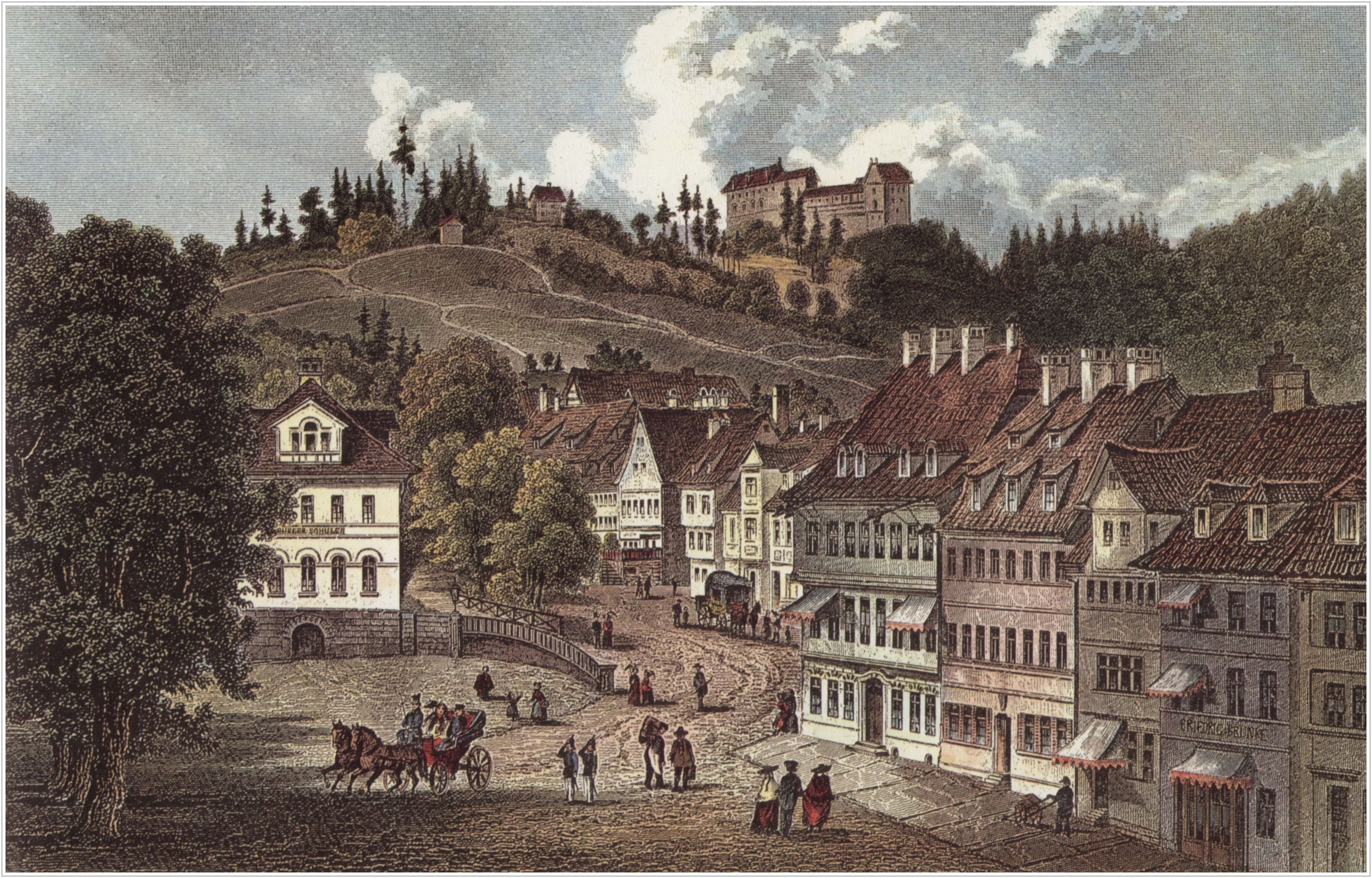
Blick auf den Eisenacher Marktplatz. Links die klassizistische, 1825 von Johann Wilhelm Sältzer erbaute, ehemalige Bürgerschule. Kolorierter Stahlstich, 1856

Wilhelm Sältzer war ab 1804 als Baukondukteur (Bauleiter) in Weimar und von 1809 bis 1846 als Baurat für das fiskalische Bauwesen in Eisenach tätig. Von 1823 bis 1825 errichtete er die 1. Bürgerschule am Markt 13. 1829 entwarf und errichtete er auf dem Alten Friedhof am Schlossberg aus den Steinen des abgerissenen Predigertores eine Leichenhalle. Diese gelangte als die modernste Leichenhalle ihrer Zeit deutschlandweit zu einer gewissen Beachtung. Den Toten wurden Fingerhüte aufgesteckt, die mit einem Glöckchen verbunden waren, um einen im Haus anwesenden Wärter zu alarmieren, sollte sich der Tote als scheintot herausstellen. Auch wegen ihrer praktischen und zweckmäßigen Einrichtung war der klassizistische Bau, der 1978 abgerissen wurde, beispielgebend und diente als Vorbild für Bauten in vielen großen Städten. Von überall her kamen zwischen 1836 und 1865 Anfragen bezüglich der Erfahrungen.

## Sältzer und die Wartburg

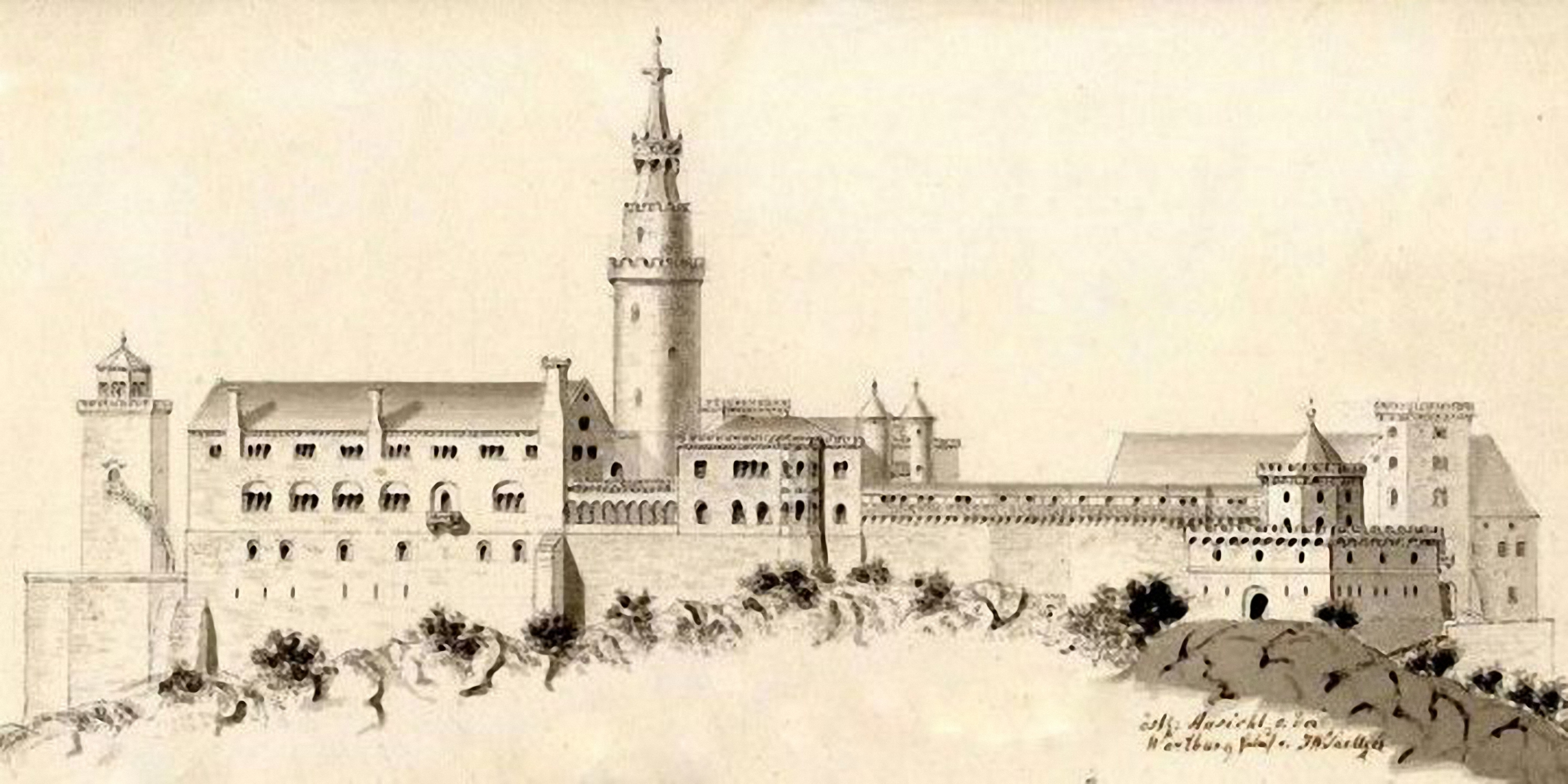
Johann Wilhelm Sältzer: Entwurf für die Wiederherstellung der Wartburg, 1846/1847, Ausschnitt

Als Großherzoglicher Baurat wurde Sältzer 1838 mit der Untersuchung der Überreste der Wartburg beauftragt. Seine Entdeckungen gaben den Anstoß zur Wiederherstellung der alten Burgruine. Er ließ die hofseitigen Pallas-Arkaden öffnen und ergänzen, maß die Ruine sorgfältig auf und legte sehr originelle und phantasievolle, von einer Burgenromantik geprägte Neubaupläne für die Burg vor. In diesen Plänen waren mehrere Elemente enthalten, „ja eigentlich die entscheidenden, die der Gesamtkomposition dann zu der ihr eigenen, fast suggestiven Wirkung verhalfen“, die in die Entwürfe von Hugo von Ritgen, der den Neuaufbau der Wartburg letztendlich auszuführen hatte, eingegangen sind.

## Schriften
- Einige Gedanken über Aufbewahrungs-Gefängnisse mit vorzüglicher Rücksicht auf die Gesundheit der Gefangenen, Bauökonomie und Sicherheit. Bärecke, Eisenach 1819 (Thüringer Universitäts- und Landesbibliothek Jena  OCLC 472364742)
- Bauaufnahme der Wartburg. Grundriß mit Aufrissen. Eisenach 1840 (Wartburg-Stiftung Eisenach, Archiv, BE 36/GK)
- Die Wartburg. Eine archäologisch-architektonische Skizze, Eisenach 1846 (Wartburg-Stiftung Eisenach, Archiv, Hs. 3501)